# King Diamond

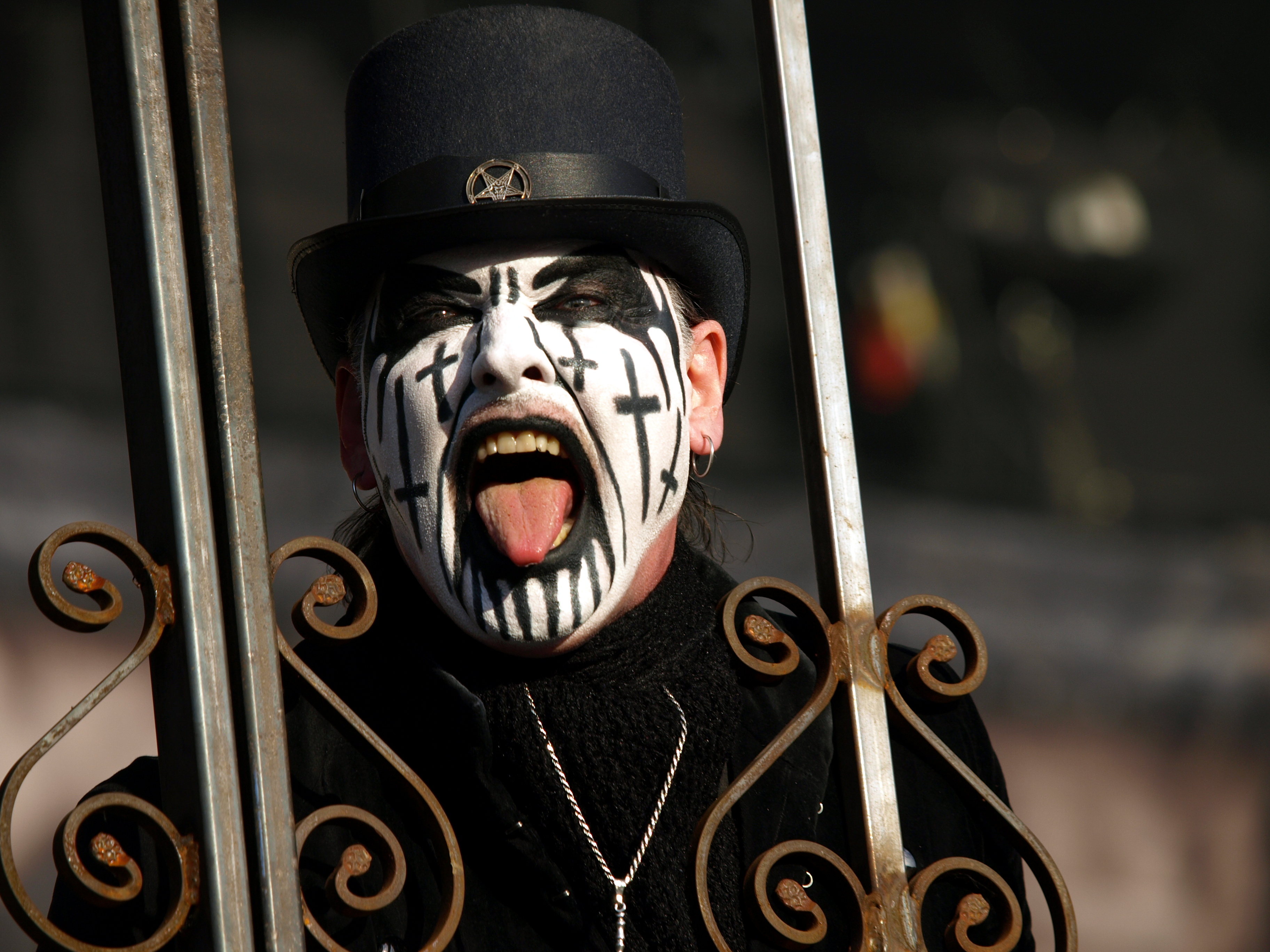
King Diamond live am Tuska 2013

Logo von King Diamonds Solo-Band

King Diamond (* 14. Juni 1956 in Kopenhagen), mit bürgerlichem Namen Kim Bendix Petersen, ist ein dänischer Musiker. Bekanntheit erlangte er durch die Band Mercyful Fate und sein Soloprojekt King Diamond.

## Leben

### Kindheit
Kim Bendix Petersen wuchs mit seinem drei Jahre jüngeren Bruder in Hvidovre bei Kopenhagen auf. Nach eigenen Angaben hatte er eine gute Kindheit, etwas streng, aber mit viel Freiheit. Er habe seinem Bruder wie auch seinen Eltern immer sehr nahegestanden. Sie seien immer stolz auf seine Karriere gewesen und er habe stets ihr Vertrauen genossen. Wie er selbst hatten auch seine Eltern okkulte Erfahrungen. Sie hätten sich selbst zwar als Christen gesehen und nie als Satanisten, aber offenbar an die gleichen Dinge geglaubt wie er. Sein Vater, der um 1987 verstarb, war im Zweiten Weltkrieg im dänischen Widerstand gegen die Nationalsozialisten gewesen.
Ab dem Alter von 8 Jahren durchlief Petersen als Fußballspieler mehrere Jugend-Nationalmannschaften, unter anderem spielte er für den Hvidovre IF. Er spielte während dieser Zeit unter anderem mit Søren Lerby und Frank Andersen und erreichte beinahe professionelles Niveau, wobei es in Dänemark damals keine professionelle Mannschaft gab.

### Jugend bis 1973
In Petersens Jugend lief täglich um 15 Uhr im dänischen Rundfunk eine Radiosendung, in der Rockmusik gespielt wurde und die er auf Kassetten aufnahm. Nachdem er 1970 erstmals Communication Breakdown von Led Zeppelin hörte, wollte er den Klang von Jimmy Pages Gitarrenspiel selbst erzeugen können. 1971, im Alter von 15 Jahren, bekam Petersen seinen ersten Schallplattenspieler und kaufte sich die LPs Fireball von Deep Purple, Aqualung von Jethro Tull und Master of Reality von Black Sabbath, kurz darauf Wishbone Ash von der gleichnamigen Band. Ebenfalls wichtig für ihn war Led Zeppelin, besonders ihr gleichnamiges Debüt. Einige Monate später kaufte er sich seine erste Gitarre.

„Ich rannte damit nach Hause und schrubbte darauf herum. Aber es machte nur ‚pring, pring‘, und ich war stocksauer. […] Ich wusste ja nicht, dass man dieses Instrument über einen Verstärker spielen musste!“

Ein Bekannter seiner Eltern baute ihm aus Mitleid einen primitiven Verstärker mit einem Ein-/Ausschaltknopf und einem für die Verzerrung. Während seiner Schulzeit hatte Petersen keine Freundin, seine Zeit investierte er in sein Fußballtraining und die Musik. Um mit einem Freund alte Mountain-Alben zu hören, fehlte er oft in der Schule. Für diese tat er nicht viel, hatte jedoch dank seines guten Gedächtnisses gute Noten und lernte für Arbeiten meist, indem er die Hausaufgaben seines Freundes durchlas.

### Musikalische Karriere bis 1985
Petersens musikalische Karriere begann 1973, als er Gitarrist der Band Brainstorm wurde. Mit ihr gab er 1976 sein erstes Konzert, bei dem jede Band drei Lieder spielte. Bei diesem trat er bereits mit Schminke auf, wie die anderen Mitglieder der Band. Die Idee dazu kam Petersen 1975, nachdem er Alice Coopers Show Welcome to My Nightmare gesehen hatte. Cooper blieb Petersens wichtigster Einfluss. Die Mitglieder nahmen Pseudonyme an, wobei Petersen den Namen King Diamond annahm. Zu Beginn trug Diamond ausschließlich schwarze Schminke auf, der Unterschied ist auf alten Schwarz-weiß-Bildern jedoch nicht erkennbar. Im Alter von 20 Jahren beendete Diamond seine Karriere als Fußballspieler, da ihm die Zeit fehlte, um weiterhin auf seinem damaligen Niveau zu trainieren. Nachdem er das Gymnasium verlassen hatte, arbeitete er als Laborassistent, was ihm aber keinen Spaß machte; er musste dabei u. a. Versuche an Ratten durchführen.
1978 verließ Diamond Brainstorm, um Sänger der Band Black Rose zu werden. Eigentlich wollte er ihr Gitarrist werden, doch die Band suchte nur nach einem Sänger, und ihr Gitarrist wollte alleine spielen. Da Diamond damals kein Sänger war, war seine Stimme noch nicht entwickelt, und seine hohen Töne klangen anfangs mehr nach Schreien als Gesang, und er wurde schnell heiser; er verbesserte sich aber mit der Zeit. Die Band coverte Bands wie Deep Purple und Rainbow, wobei sie nicht Lieder wie Smoke on the Water coverte, sondern härtere Lieder wie Living Wreck und Fools, und schrieb auch eigene Stücke. Nach einem ihrer Auftritte wurde Diamond von einem Konzertbesucher angesprochen, er solle die Falsett-Stimme öfter verwenden, wobei er sich besonders auf das Lied Road Ride bezog. King war der Ausdruck damals unbekannt, aber er versuchte, diese Stimme öfter anzuwenden, und zwang sich, immer höher zu singen. Da er nie Gesangsunterricht nehmen wollte, ist er als Sänger Autodidakt, er bezeichnet jedoch einen besonders hartnäckigen Fan als seinen „Gesangslehrer“. Wichtigster Einfluss der Band war Alice Cooper, was sich in ihrer Bühnenschau zeigte. Zum Beispiel ließ Diamond sich in einer Zwangsjacke, in einem Rollstuhl sitzend, von zwei männlichen Krankenpflegern auf die Bühne fahren. Nach dem ersten Lied warf er die Zwangsjacke ab und den Rollstuhl ins Publikum und führte den Auftritt weiter. Außerdem wurden Requisiten wie eine mit Blut und Eingeweiden gefüllte Puppe verwandt, die Diamond opferte, der sich dabei mit Blut beschmierte und die Eingeweide ins Publikum warf. Da der Brainstorm-Schlagzeuger in einer großen Fleischerei arbeitete, kam die Band leicht an das Material heran. Außerdem wurden Schweineköpfe aufgestellt und von Diamond mit einer Axt zerschlagen. Seine Erfahrungen als Laborant nutzte er für explosive Stoffe, wobei er gelegentlich Material von seiner Arbeitsstelle stahl.
Im November des Jahres 1980 verließ Diamond die Band Black Rose nach etwa zehn gemeinsamen Konzerten. Ausschlaggebend war, dass ihr Keyboarder sein Instrument verkaufte, um sich die neue gemeinsame Wohnung mit seiner Freundin leisten zu können. Dann bekam Diamond einen Anruf von René „Hank De Wank“ Krolmark, dem Gitarristen der Punk-/Metal-Band Brats, und ihrem Manager, die ihn als Sänger rekrutieren wollten. Ein Bekannter, der mit den Musikern von Brats arbeitete, riet ihm, sie zu treffen und es zu versuchen. Ihr Album 1980 polarisierte die Kritiker und wurde als „durchwachsen“ beschrieben, und auch Diamond sagte es nicht unbedingt zu:

„Das Brats-Album […] gefiel mir nur zur Hälfte, weil es sehr punkig war. Ich war nicht gerade der größte Sex-Pistols-Fan …“

Diamond stellte die Bedingung, nicht im Punk-Stil singen zu müssen, er wollte nur heavy-metal-lastig singen. Allerdings tendierten ihre neuen Lieder ohnehin zum Metal. Zu dieser Zeit änderte Hank De Wank sein Pseudonym in Hank Shermann. Im Januar 1981 lud die Band einen Vertreter von CBS in ihren Proberaum in Kopenhagen ein. Am Tag darauf wurde der Band mitgeteilt, dass die Musik für CBS zu extrem sei und sie weichere, sanftere Musik spielen müsse, wenn sie ihr Album bei CBS veröffentlichen wolle; der Plattenfirma sei das Material „viel zu unkommerziell, viel zu ungeschliffen, zu wenig eingängig“, und die Band solle in dänischer Sprache singen. Diamond und Shermann lehnten im Namen der Band ab. Zudem war das angebotene Budget zu niedrig, sodass die Band die Zusammenarbeit mit CBS beendete. In den folgenden Monaten schrieb die Band neue Lieder und gab ein Konzert in Dänemark und eins in Schweden. Wegen des beendeten CBS-Vertrags stiegen die Mitglieder Yenz und Monroe im März 1981 aus. Am Ende des Monats spielten die drei übrigen Mitglieder im The Rocktape Studio in Kopenhagen drei Titel für eine Demoaufnahme ein. Aufgrund der stilistischen Entwicklung sahen sie einen Namenswechsel als notwendig an. Der Name Back to Hell wurde erwogen, bis die Freundin des Managers Merciful Fate vorschlug. Der Name wurde übernommen, aber in Mercyful Fate abgeändert, als ihr klassischer Fraktur-Schriftzug im selben Monat entstand. Da es sich hierbei um eine archaische Schreibweise handelt, ist diese nicht als Schreibfehler anzusehen. Diamond arbeitete weiterhin als diplomierter Chemiker, wobei er an der Entwicklung von Medikamenten für die Verbesserung des Blutflusses der Nieren arbeitete und diese an drei Ratten pro Tag testen musste. Diamond kündigte schließlich 1982, kurz nach der Gründung von Mercyful Fate, um Berufsmusiker zu werden, lebte allerdings zunächst ein Jahr von Sozialhilfe.
Im April 1981 wurden Diamond und Shermann von Michael Denner gebeten, ihm beim Einspielen einer Demoaufnahme für seine neue Band Danger Zone zu helfen. Diese hatte keinen geeigneten Sänger gefunden, ihre Lieder Leavy My Soul Alone und M.D.A. wurden 1992 von Mercyful Fate veröffentlicht. Danger Zone und Mercyful Fate wurden aufgrund der guten Zusammenarbeit zu einer Band verschmolzen. Auch bei Mercyful Fate setzte Diamond Bühneneffekte wie die „explodierende Nonne“ am Ende von Auftritten oder das brennende Kreuz bei einem Auftritt in Amsterdam um 1983 ein. Ende 1982 oder Anfang 1983 trat die Band zusammen mit der britischen Band Girlschool auf, deren Sängerin Kim McAuliffe einen schweren Stromschlag erlitt, an dem sie beinahe gestorben wäre. Die Mitglieder von Mercyful Fate führen diesen Vorfall auf eine Schwarze Messe zurück, die vor dem Auftritt von Girlschool abgehalten worden war und für die die Mitglieder von Mercyful Fate das Blut ihres Managers Ole Bang genutzt hatten, was etwas angelockt haben soll. Diamond erwähnt auch Geschehnisse in seiner damaligen, verhexten Wohnung, wie ein Glas, das sich nach dem Einspielen der Mercyful-Fate-Demoaufnahme von selbst erhob, Dinge, die aus dem Regal fielen, jemanden, der an den Haaren gerissen wurde, und Diamonds Altar, der sich von selbst bewegte. Er war zu dieser Zeit bereits am Okkultismus interessiert, was sich durch diese Ereignisse noch steigerte. Aufgrund von Differenzen zwischen Hank Shermann und King Diamond bezüglich der Fortführung der Band, die bis dahin eine EP, eine Single und zwei Alben veröffentlicht hatte, trennte diese sich 1985.

### Solokarriere

#### Die Anfänge als Solo-Künstler und das Debüt "Fatal Portrait"

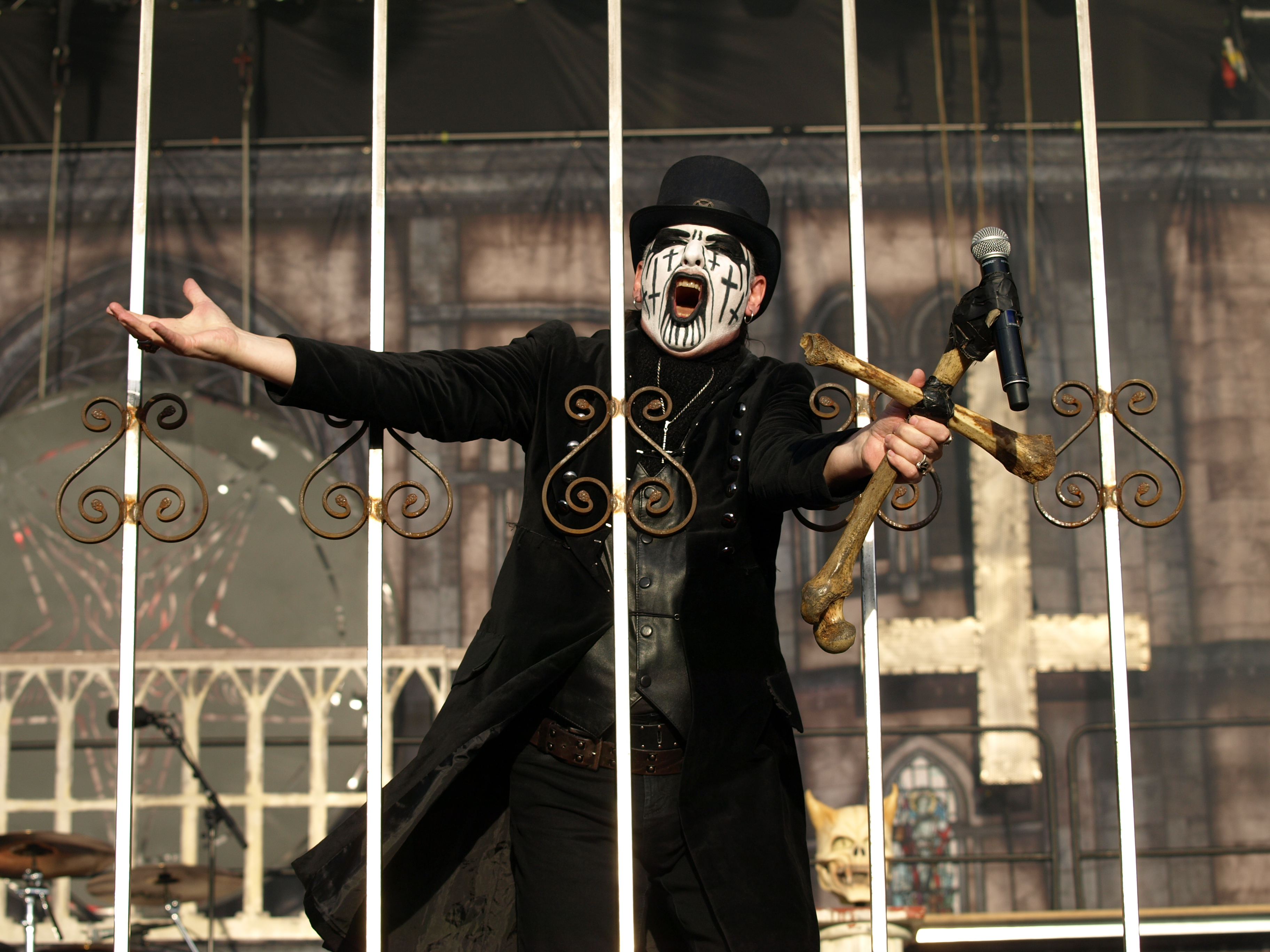
King Diamond live am Tuska 2013

Nach dem Ende von Mercyful Fate machte King Diamond mit Michael Denner und Timi Hansen unter seinem Namen weiter, während Shermann die Hard-Rock-Band Fate gründete. Schlagzeuger wurde Mikkey Dee von der Band Geisha, der Floyd Constantine (ebenfalls von Geisha) als zweiten Gitarristen mitbrachte. Diamond hatte bereits Material für das kommende Album geschrieben und ließ sich von Denner helfen, mit der er die übrigen Lieder in Zusammenarbeit schrieb. Es sollte sich um das einzige Mal handeln, dass Diamond mit jemand anderem Material schreiben würde, da er es hasst und sich dabei nicht die nötige Zeit zum Untersuchen bestimmter Riffs nehmen kann; einige andere Lieder würden später sowohl von Diamond als auch anderen Mitgliedern geschrieben werden, die allerdings jeweils alleine arbeiten und etwas zum Werk des anderen beitragen würden. Die Band begab sich im Juli und August 1985 ins Sound Track Studio in Kopenhagen, um das erste King-Diamond-Album aufzunehmen. Am ersten Tag der Aufnahmen wurde Constantine jedoch aus der Band geworfen; er war nach Diamonds Ansicht nicht gut genug und verbrachte zu viel Zeit mit Feiern und Trinken. Er wurde durch Anders Allhage, den ehemaligen Gitarristen der EF Band, ersetzt, der sich kurz darauf in Andy La Rocque umbenannte. Er hatte zuvor mit Dee in einer Band gespielt, der ihn Diamond als Mitmusiker vorgeschlagen hatte. Die erste Veröffentlichung von King Diamond war die Single No Presents for Christmas, die am 25. Dezember erschien; mit ihrer „komisch-bösen Interpretation des Yuletide-Geistes“ zeigt die Single erstmals eine humoristische Seite Diamonds. Auf der B-Seite fand sich das Lied Charon als Vorgeschmack auf das für das folgende Jahr angekündigte Album. Zur Feier von King Diamonds erster Soloveröffentlichung fand am 20. Dezember ein Konzert in Kopenhagen statt. Am 14. März 1986 erschien das Debütalbum Fatal Portrait, von dem allein in den Vereinigten Staaten mehr als 100.000 Exemplare verkauft wurden. Fatal Portrait tendierte zum Konzeptalbum, da fünf der neun Lieder (The Candle, The Jonah, The Portrait, Dressed in White und Haunted) zur selben Geschichte gehören. Auf Fatal Portrait vermied Diamond außerdem die Verwendung des Namens Satan, während er den Texten mehr Magie und Mysterium verlieh. Bei dem Instrumentalstück Voices from the Past spielte er außerdem Gitarre, da es Denner langweilte und dieser Diamond die Gitarre gab und ihm sagte, er solle es selbst spielen. Es handelt sich um das einzige Stück, bei dem alle Gitarrenparts von Diamond selbst gespielt wurden, aber er sollte später hin und wieder einzelne Passagen auf späteren Alben beisteuern. Die Band ging zusammen mit Megadeth auf eine erfolgreiche Tournee durch Europa und die USA; obwohl die Band hauptsächlich in Clubs spielte und das Budget bescheiden war, experimentierte Diamond weiterhin mit Bühneneffekten und von Alice Cooper und Horrorfilmen inspirierten theatralischen Auftritten. Im September erschien eine limitierte Picture Disc zum Lied Halloween, deren B-Seite The Candle und The Lake enthielt; The Lake war von einem Film inspiriert, zur gleichen Zeit wie Fatal Portrait aufgenommen worden und bis zur Wiederveröffentlichung auf The Dark Sides und diversen Neuauflagen von Fatal Portrait exklusiv auf der Picture Disc zu finden und damit eine Rarität. Alle folgenden Studioalben außer The Spider’s Lullabye sollten Konzeptalben werden.

#### "Abigail", "Them" und "Conspiracy"
Vom Dezember 1986 bis zum Februar 1987 kehrte King Diamond ins Sound Track Studio zurück, um ein zweites Album aufzunehmen. Da Denners Wohnung nur zehn Minuten vom Studio entfernt lag und La Rocque und Dee bei diesem wohnten, kam die Band oft dorthin. Diesmal nutzte die Band zum ersten Mal ausgiebig Roberto Falcao, denselben Toningenieur wie auf Fatal Portrait; Falcao hatte ein Gespür für die Richtung der Band. Mit dem zweiten Album, Abigail, wollte Diamond die Idee des Konzeptalbums weiterführen, Abigail sollte das erste einer langen Reihe von Konzeptalben werden. Diamond wollte ein komplettes Konzeptalbum mit Horrorthematik schreiben, was seines Wissens zuvor niemand gemacht hatte, und wollte für seine Band etwas erschaffen, das originell und herausfordernd sein sollte. Er hatte schon zu Mercyful-Fate-Zeiten Konzeptalben schreiben wollen, was jedoch nicht zur Musik zu passen schien, die nicht theatralisch genug war; daher hatte Diamond erst mit den fünf Stücken auf Fatal Portrait begonnen. Die Idee zur Geschichte hinter dem Abigail-Album kam Diamond, als er eines Nachts um etwa 2:00 Uhr während eines Gewitters aufwachte und ihm Ideen in den Sinn kamen, die er niederschrieb; hierbei entstanden die gesamte Handlung und alle Namen; innerhalb von etwa eineinhalb Stunden war der größte Teil fertiggestellt, im Laufe der Nacht wurden 90 Prozent des Albums geschrieben. Teile der Geschichte wurden außerdem von Erzählungen seiner Mutter inspiriert. Eine weitere Inspiration kam von einer Photographie, die ihm ein amerikanischer Fan zugesandt hatte; sie zeigte den Grabstein eines Mädchens, das am 7. Juli 1777 gestorben war. Diamond übernahm das Datum sowie den Namen der Mutter des toten Mädchens, Abigail. Der schwierige Teil war, das Konzept an die Lieder anzupassen und alles, was Diamond aussagen wollte, ins Album integrieren zu können. Die Musik war zum Großteil vor der Idee zum Album entstanden. Nach der Geschichte schrieb Diamond die zwei oder drei übrigen Lieder mit etwas Hilfe von Denner und La Rocque. Zu dieser Zeit sah Diamond Abigail als sein textlich bis dahin bestes Album an, und es half ihm, seine Stimme weiterzuentwickeln, da er so viele unterschiedliche Figuren mit unterschiedlichen Emotionen porträtieren musste. Während der Aufnahmen zu Abigail starb Diamonds Vater, dem das Album gewidmet wurde. Es erschien am 15. Juni 1987, wurde über 175.000-mal in den USA verkauft, stieg als erste Roadrunner-Veröffentlichung in die Billboard-Top-200-Charts ein und erreichte Platz 123 der Billboard-Charts. Nach der Veröffentlichung drehte Diamond zur Promotion ein Musikvideo zum Lied The Family Ghost, zu dem im folgenden Monat eine Single mit der B-Seite Shrine erschien; dieses Lied war vom Abigail-Album entfernt worden, da es textlich nicht zu dessen Geschichte passte.
Mit King Diamonds zunehmendem Erfolg stieg auch die Nachfrage nach einer Wiederveröffentlichung der ersten Mercyful-Fate-EP an. Im Oktober 1987 veröffentlichte Roadrunner Records die Kompilation The Beginning, auf der die Stücke der EP, vier weitere Lieder, die drei von der BBC-Aufnahme von 1983 und Black Masses von der B-Seite der Black-Funeral-Single enthalten waren. Kurz darauf, direkt vor dem Beginn der Tournee durch Europa, verließ Michael Denner King Diamond, um mehr Zeit mit seiner Familie zu verbringen, da er nicht längere Zeit Dänemark verlassen konnte, Zeit zur Entspannung brauchte und die Tourneen ihn belasteten. Es gab jedoch keine musikalischen oder persönlichen Differenzen. Nach dem Ausstieg eröffnete Denner einen Plattenladen in Kopenhagen. Die Band ging stattdessen mit Mike Moon auf Tournee, der gerade die schwedische Band Madison verlassen hatte, da er „schwerere“ Musik spielen wollte. Moon wurde nach der Tournee durch Pete Blakk ersetzt, den La Rocque und Dee aus ihrer Zeit bei Geisha kannten. Danach verließ Timi Hansen die Band, da seine Freundin ihn erpresste, ihn andernfalls zusammen mit dem gemeinsamen Kind zu verlassen; er gab die Musik auf, dennoch verließ seine Freundin ihn sechs Monate später zusammen mit ihrem Kind. Hansen wurde durch Hal Patino von der Band Maltese Falcon ersetzt. Obwohl Hansen die Band verlassen hatte, verbrachte er im Folgejahr einige Zeit mit ihr im Studio und brachte Patino seine Bassläufe bei. Nun war Diamond das einzige ehemalige Mercyful-Fate-Mitglied in seiner neuen Band. Anfang Juni 1988 zog King Diamond nach Los Angeles, Kalifornien. Hauptgrund war, dass es Auftritte in den USA erleichterte und mehr Möglichkeiten zu Interviews bot. Im Juni 1988 erschien auch das Album Them, das mit mehr als 200.000 in den USA verkauften Exemplaren und einem Musikvideo zu Welcome Home King Diamonds erfolgreichstes Soloalbum wurde.

Das Siegel des Baphomet

Bei einem seiner Auftritte wurde Diamond von einigen Hexen eingeladen, den Church-of-Satan-Gründer und Autor der Satanischen Bibel Anton Szandor LaVey in San Francisco zu treffen. Diamond verbrachte die ganze Nacht in der Kirche und führte eine eineinhalbstündige Unterhaltung mit LaVey in der Ritualkammer. Er sprach mit LaVey über sein Verhältnis zum Satanismus und bat ihn um seine Meinung. LaVey entfernte daraufhin das Siegel des Baphomet von seiner Jacke und drückte es in Diamonds Hand, was dieser als unglaubliche Erfahrung bezeichnet. Diamond wurde unter anderem in LaVeys Biographie erwähnt und ging einige Male mit LaVeys Tochter Zeena aus. Um diese Zeit tauchte Zeena LaVey auch in Geraldo Riveras Fernsehsendung Geraldo in einem Sonderprogramm über Satanismus auf. King Diamond wurde in Florida, wo er gerade auftrat, befragt; vom 45-minütigen Interview mit ihm wurden nur wenige Sekunden verwendet, aus dem Kontext gerissen und Diamond unterstellt, Unsinn zu reden.
Im Oktober folgte die EP The Dark Sides, die einige Raritäten wie No Presents for Christmas, Shrine, The Lake und Phone Call enthielt. Der Veröffentlichung folgte eine Klage seitens der Anwälte des Kiss-Bassisten Gene Simmons. In ihrem Brief behaupteten sie, sie hätten Grund zur Annahme, dass Diamonds Schminke auf The Dark Sides auf der von Simmons in Kiss’ 1970er- und 1980er-Phase basierte. Außerdem wurde Diamond beschuldigt, die Bühneneffekte alter Kiss-Auftritte zu imitieren. Diamond äußerte, er habe darüber zuerst lachen müssen; niemand habe ihn je mit Simmons verwechselt, er habe nie gehört, dass es Ähnlichkeiten zu Simmons gebe, und er frage sich, wie dieser sich herausnehmen könne, andere zu schikanieren; Simmons sei nichtmal der erste geschminkte Musiker gewesen, sondern erst nach Alice Cooper, David Bowie, Peter Gabriel und Al Jolson gekommen. Er hoffe, später nicht so wie Simmons zu werden; bis dahin sei er ein Kiss-Fan gewesen, habe sich danach aber von seinen Platten getrennt. Die Biographie auf Diamonds Internetpräsenz jedoch besagt, er möge Kiss immer noch und respektiere Simmons und Kiss nach wie vor. Schon 1984 hatte der damalige Kiss-Schlagzeuger Eric Carr im Interview mit dem Metal Hammer gesagt, Diamond sehe „genauso aus wie Gene, vielleicht etwas schlechter, wie ein billiger Abklatsch“. Diamonds Biographie weist außerdem auf die großen Unterschiede bei den Bühneneffekten hin: Kiss nutzte Requisiten wie Feuerspucken, Blutvergießen oder Feueralarm, während Diamonds Auftritte theatralisch seien. Die Anwälte beider Seiten einigten sich außergerichtlich; ihre Einigung zwang Diamond, sich anders zu schminken, was er ohnehin für das kommende Album geplant hatte; er fand die Angelegenheit lächerlich, allerdings wurde Kiss dafür in der Presse verspottet und die Angelegenheit damit beendet.
Nach den Aufnahmen zu Conspiracy (1989) verabschiedete sich Mikkey Dee, der durch Snowy Shaw ersetzt wurde. "Conspiracy" knüpft lyrisch und inhaltlich an seinem Vorgänger "Them" an. Beide Alben gelten als zusammenhängende Horrorgeschichte in der King Diamond selbst zum Opfer fällt. Dieser Zusammenhang wurde auf der "Conspiracy"-Tournee 1989 auf der Bühne als Kremierung des Künstlers in einem offenen Sarg dargestellt.

#### Neubesetzungen und Neu-Orientierung - Die Neunzigerjahre und frühen 2000er
Auf dem Nachfolger The Eye wurde das Schlagzeug von Snowy Shaw gespielt, der dafür ein elektronisches Schlagzeug verwendete. Hal Patino wurde durch Sharlee D’Angelo und Pete Blakk Ende 1990 durch Mike Wead ersetzt. Blakk gründete im Anschluss seine eigene Band Totem. 1991 wurde dann King Diamonds erstes Live-Album In Concert 1987 - Abigail veröffentlicht, das, wie der Titel verrät, 1987 mitgeschnitten worden war.
1992 veröffentlichte King Diamond A Dangerous Meeting, welches auch alte Stücke aus Mercyful Fate-Zeiten enthielt; dies war sein letztes Album unter Roadrunner Records, bevor er zu Metal Blade Records wechselte; außerdem kam es zur Wiedervereinigung von Mercyful Fate. In der Originalbesetzung (abgesehen von Drummer Kim Ruzz, der auf der zugehörigen Tour durch Snowy Shaw ersetzt wurde) wurde das Album In the Shadows aufgenommen und 1993 veröffentlicht. Ab 1993 veröffentlichte Diamond abwechselnd Aufnahmen seines Soloprojekts und seiner Band. Es folgen 1994 die Mercyful-Fate-Live-EP The Bell Witch sowie das Album Time und 1995 die Solo-Platte The Spider’s Lullabye mit einer komplett neuen Besetzung, mit Herb Simonsen an der Gitarre, Chris Estes am Bass und Darrin Anthony am Schlagzeug. 1996 sollte das Solo-Album The Graveyard zeitgleich mit dem Mercyful-Fate-Tonträger Into the Unknown erscheinen, das Label gab allerdings Into the Unknown den Vorzug. 1997 kam es zur nächsten Besetzungsänderung bei Mercyful Fate: Michael Denner wurde durch Mike Wead ersetzt, danach blieb die Besetzung für die nächsten beiden Mercyful-Fate-Scheiben Dead Again (1998) und 9 (1999) vorerst konstant.
Nach einem schweren Autounfall Anthonys im Jahre 1997 wurde dieser für die Aufnahme von Voodoo (1998) durch John Luke Herbert ersetzt. Nach der Veröffentlichung von House of God (2000) stieg Chris Estes aus, der kurzzeitig von David Harbour und dann von Hal Patino abgelöst wurde.
Im Februar 2001 erschien King Diamond & Black Rose 20 Years Ago (A Night of Rehearsal); bis dahin hatte niemand das Material von Black Rose zu hören bekommen, da Diamond bis dahin die einzige Kopie davon besessen hatte und Mercyful Fate keine Black-Rose-Lieder spielten.
Auf Abigail II (2002) spielte Mike Wead wieder Gitarre und Matt Thompson Schlagzeug. 2003 wurde The Puppet Master veröffentlicht, das in Europa aufgrund von Streitigkeiten zwischen King Diamond und Metal Blade auf Massacre Records erschien. Im folgenden Jahr wurde Deadly Lullabyes – Live als Doppel-CD veröffentlicht, das mit 20 Titeln einen Querschnitt von Abigail bis The Puppet Master darstellt. 2007 erschien das Album Give Me Your Soul…Please. Das darauf enthaltene Lied Never Ending Hill wurde 2008 für den Grammy in der Kategorie Best Metal Performance nominiert, gewann die Trophäe aber nicht.

#### Rückschläge und Bühnen-Comeback
Im Dezember 2010 musste King Diamond am offenen Herzen operiert werden. Drei Herzarterien waren z. T. stark verkalkt, und offenbar hatte der King bereits mehrere Herzinfarkte, ohne es zu merken. Die Operation verlief gut, ebenso die sofort anschließende Rehabilitation. Allerdings war es völlig offen, wann King Diamond das nächste Studioalbum aufnehmen und die beiden bereits geplanten DVDs veröffentlichen sollte. Im Dezember 2011 trat King Diamond im Rahmen der Konzerte zum dreißigjährigen Bestehen der Gruppe Metallica im Fillmore in San Francisco auf und spielte mit einigen Bandmitgliedern von Mercyful Fate einige Lieder. Ende Januar 2012 meldete sich King Diamond dann mit einer Videobotschaft auf YouTube zurück. Es wurde bekannt, dass sich Diamond von seiner Operation vollständig erholt habe und eine Welttournee plane. Auftritte als Headliner beim französischen Hellfest 2012 und dem Sweden Rock Festival 2012 fanden dann auch statt. Planungen für weitere Auftritte wurden dann aber dementiert. Für 2013 waren diverse Festivalauftritte in Europa angekündigt.
Am 25. Januar 2019 veröffentlichte der Schallplattenverlag "Metal Blade" eine DVD/Blu-Ray Disc von zwei 2018 in Philadelphia (Fillmore Auditorium) und auf dem Graspop Metal Meeting in Belgien erfolgten Auftritten während der "Abigail"-Welttournee. Die als "Songs for the dead - Live" bezeichneten Mitschnitte zeigen die theatralische Show des Künstlers. Die Aufzeichnungen zeigen auch, dass King Diamond gesanglich von seiner Frau Livia Zita als Background-Sängerin unterstützt wird.

### Trivia
2012 gab der schwedische Paläontologe Mats E. Eriksson einem ausgestorbenen Wurm den Namen Kingnites diamondi in Anlehnung an King Diamond; Eriksson hatte bereits 2006 den Wurm Kalloprion kilmisteri nach Lemmy Kilmister von Motörhead benannt.

## Musikalischer und ideologischer Hintergrund
King Diamond ist bekannt für seine Falsett-Stimme und seine Bühnenschau. Er selbst ist der Ansicht, dass ein zahlendes Publikum mehr erwarte als eine perfekte Reproduktion des Albums, das sie besitzen. Er versuchte dabei, Alice Cooper nachzuahmen. Die Musik sei bei King Diamond der wichtigste Teil, aber die Effekte machten die Hälfte der Darbietung aus. Ein Heavy-Metal-Konzert sei einem Ritual ähnlich, es gehe der Band aber ausschließlich um die Unterhaltung seiner Anhänger. Im Gegensatz zu Vincent Damon Furnier, der Person hinter dem Pseudonym Alice Cooper, sieht er Kim Bendix Petersen und King Diamond als identisch an und würde es als verlogen ansehen, von letzterem in der dritten Person zu sprechen, wie Furnier dies bei Cooper tut. Während Cooper sein wichtigster Einfluss war, war David Byron seine Inspiration zum Singen, dazu kommen Diamonds Einflüsse auch aus dem Progressive Rock. Er will aber niemanden kopieren, und um unbewusste Parallelen zu anderen Künstlern zu vermeiden, hört er mitunter über mehrere Monate keine Musik, wenn er Lieder schreibt.
King Diamond war in den 1980er Jahren einer der wenigen Metal-Musiker mit ernsthaften Bezügen zum Satanismus. Dieser fließt auch in seine Texte ein, er betont aber, mit seiner Musik niemals zu predigen; die eigenen Glaubenssätze seien eine persönliche Sache; wichtiger sei die Persönlichkeit des Individuums. Daher müssen andere Musiker die Aussagen seiner Texte nicht teilen, um mit ihm in einer Band zu spielen.

„Am Anfang hielten uns die Fans für sehr extrem. Ich wurde oft nach meiner Meinung zum Satanismus befragt, aber ich habe stets klargemacht, dass ich wegen der Musik und des theatralischen Aspekts dabei bin. Die Leute können glauben, was immer sie wollen. Aber was mir persönlich wichtig ist: Ich mag und respektiere King für die Person, die er ist.“

Diamond betont, ihm sei der Glaube anderer Personen gleichgültig, er hätte also auch kein Problem, mit einer christlichen Band wie Stryper aufzutreten; er sei auch schon mit der Doom-Metal-Band Trouble aufgetreten, deren Mitglieder allerdings keine „Hardcore-Christen“ und deren Texte vager als die von Stryper seien. Er betrachtet es als stupide, anderen eine Religion aufzuzwingen, und bezeichnet Leute wie die PMRC-Aktivisten als Ignoranten und Idioten, die sich den Metal als leichtes Ziel heraussuchen würden, aber gleichzeitig klassische Musik, von der Personen wie Aleister Crowley inspiriert worden sei, nicht bekämpften.
Zu Beginn stieß Diamond nur auf Literatur, die die christliche Sicht auf den Satanismus mit Stereotypen wie dem Opfern von Säuglingen vermittelten. Er selbst konnte mit dieser Sichtweise nichts anfangen. Daher fühlte er sich auch den Inhalten der Psychedelic-Rock-Band Coven nicht verbunden, die „christlichen Satanismus“ vermitteln, wenngleich er von ihrer Sängerin Jinx Dawson und ihrem Stimmumfang begeistert war. Diamond blieb aber neugierig und legte sich Anton Szandor LaVeys Satanische Bibel zu, die er als Inspirationsquelle angab; er betrachtet sich selbst aber als „nicht religiös“, für ihn ist Satanismus „keine Religion, sondern eine Lebensphilosophie“, die er schon gelebt habe, bevor er die Satanische Bibel las; für ihn war das Wort Satan von „besondere[r] Bedeutung“. Er wurde Mitglied von LaVeys Church of Satan. und von LaVey zum Mitglied auf Lebenszeit ernannt. Er stand zu seinem satanistischen Glauben und dazu, diesen gelegentlich in seine Musik einfließen zu lassen, was negative Reaktionen hervorrief. Der größte Teil seiner Texte ist allerdings rein fiktiv; der Mercyful-Fate-Titel Satan’s Fall beispielsweise beschreibt die Sicht, die die meisten Christen beim Hören des Wortes „Satan“ haben, die Essenz des Lieds liegt jedoch in der Aussage „Use your demon eyes, uncover the disguise“; Diamond meint damit, man solle darüber Bescheid wissen, bevor man Kritik dazu äußert. Man solle erst die Bibel lesen und dann eine Entscheidung treffen. Wer die Bibel nicht gelesen hat, solle den Satanismus nicht herabwürdigen. Seine Haltung zu Kräften wie denen, die in den frühen 1980er Jahren in seiner Wohnung wirkten, wird in Liedern wie Welcome Princes of Hell deutlich.
Da die Kritiker im Satanismus jedoch nur das Böse sehen, würde Diamond es bevorzugen, wenn sein Glaube einen anderen Namen hätte. Um den Kontroversen zu entgehen, hörten Diamonds Bands auf, die Worte Satan und Lucifer zu verwenden, ohne dabei wirklich die Texte selbst zu verändern. Den Reaktionen der Hörer zufolge scheinen diese nun besser zu verstehen, was Diamond mit seinen Texten vermitteln will; allerdings sagten ihm die Leute auch, sie seien froh über seine textliche Abkehr vom Satanismus, obwohl er nur seine Ausdrucksweise geändert hatte. Allerdings wurde Diamonds Band auch danach noch als satanistisch angeklagt, obwohl die Texte ihres Abigail-Albums eine rein fiktive Horrorgeschichte erzählen. Auf Nachfragen zu seinem Glauben reagierte er zwar höflich, empfand es aber mit der Zeit als lästig, ständig seine Interpretation von Satanismus erklären zu müssen. Neben den inzwischen subtileren Bezügen zum Satanismus fügt Diamond auch gerne weitere zweideutige Aussagen ein, wie den Bezug auf seinen Geburtstag in Night of the Unborn mit den Versen: „13 days have come and gone / Since we had the first of June“.
Diamond hat eine klare Vorstellung vom Tod, der zufolge Menschen auf der Erde in mehreren Leben Wissen und Erfahrungen sammeln sollen, bevor sie zu einer höheren Seinsebene aufsteigen. In jedem stecke eine Kraft, die sich eines Tages mit einer größeren verbinden werde.

## Diskografie

### Studioalben
| Jahr | Titel                    | Höchstplatzierung, Gesamtwochen, AuszeichnungChartplatzierungen (Jahr, Titel, Platzierungen, Wochen, Auszeichnungen, Anmerkungen) | Höchstplatzierung, Gesamtwochen, AuszeichnungChartplatzierungen (Jahr, Titel, Platzierungen, Wochen, Auszeichnungen, Anmerkungen) | Höchstplatzierung, Gesamtwochen, AuszeichnungChartplatzierungen (Jahr, Titel, Platzierungen, Wochen, Auszeichnungen, Anmerkungen) | Höchstplatzierung, Gesamtwochen, AuszeichnungChartplatzierungen (Jahr, Titel, Platzierungen, Wochen, Auszeichnungen, Anmerkungen) | Anmerkungen |
| Jahr | Titel                    | FI | SE | DE | US | Anmerkungen |
| ---- | ------------------------ | --- | --- | --- | --- | ----------- |
| 1986 | Fatal Portrait           | — | SE33 (1 Wo.)SE | — | — |             |
| 1987 | Abigail                  | — | SE39 (2 Wo.)SE | — | US123 (13 Wo.)US |             |
| 1988 | Them                     | — | SE38 (2 Wo.)SE | — | US89 (12 Wo.)US |             |
| 1989 | Conspiracy               | — | SE41 (1 Wo.)SE | DE67 (5 Wo.)DE | US111 (8 Wo.)US |             |
| 1990 | The Eye                  | — | — | — | US179 (8 Wo.)US |             |
| 1995 | The Spider’s Lullabye    | FI31 (4 Wo.)FI | — | — | — |             |
| 1996 | The Graveyard            | FI23 (2 Wo.)FI | — | — | — |             |
| 1998 | Voodoo                   | FI27 (4 Wo.)FI | SE55 (1 Wo.)SE | — | — |             |
| 2000 | House of God             | — | SE60 (1 Wo.)SE | — | — |             |
| 2002 | Abigail II: The Revenge  | FI24 (1 Wo.)FI | SE42 (1 Wo.)SE | — | — |             |
| 2003 | The Puppet Master        | — | SE36 (1 Wo.)SE | — | — |             |
| 2007 | Give Me Your Soul…Please | FI25 (1 Wo.)FI | SE28 (2 Wo.)SE | — | US174 (1 Wo.)US |             |

grau schraffiert: keine Chartdaten aus diesem Jahr verfügbar

### Livealben und Kompilationen
| Jahr | Titel                                                     | Höchstplatzierung, Gesamtwochen, AuszeichnungChartplatzierungen (Jahr, Titel, Platzierungen, Wochen, Auszeichnungen, Anmerkungen) | Höchstplatzierung, Gesamtwochen, AuszeichnungChartplatzierungen (Jahr, Titel, Platzierungen, Wochen, Auszeichnungen, Anmerkungen) | Höchstplatzierung, Gesamtwochen, AuszeichnungChartplatzierungen (Jahr, Titel, Platzierungen, Wochen, Auszeichnungen, Anmerkungen) | Höchstplatzierung, Gesamtwochen, AuszeichnungChartplatzierungen (Jahr, Titel, Platzierungen, Wochen, Auszeichnungen, Anmerkungen) | Höchstplatzierung, Gesamtwochen, AuszeichnungChartplatzierungen (Jahr, Titel, Platzierungen, Wochen, Auszeichnungen, Anmerkungen) | Anmerkungen                           |
| Jahr | Titel                                                     | FI | SE | DE | CH | US | Anmerkungen                           |
| ---- | --------------------------------------------------------- | --- | --- | --- | --- | --- | ------------------------------------- |
| 2019 | Songs for the Dead – Live at the Fillmore in Philadelphia | — | SE45 (1 Wo.)SE | DE7 (1 Wo.)DE | CH91 (1 Wo.)CH | — | Erstveröffentlichung: 25. Januar 2019 |

Weitere Livealben und Kompilationen
- 1991: In Concert 1987: Abigail (Livealbum)
- 1992: A Dangerous Meeting (Split)
- 1999: Collector’s Item (Massacre Classx Shape Edition EP)
- 2001: Nightmares in the Nineties
- 2001: 20 Years Ago – A Night of Rehearsal (King Diamond & Black Rose, Rehearsal Tape von 1980)
- 2003: The Best of King Diamond
- 2004: Deadly Lullabyes: Live (Livealbum)

### EPs/Singles
- 1985: No Presents for Christmas (c/w Charon)
- 1986: Halloween (c/w The Candle & The Lake)
- 1987: The Family Ghost (c/w Shrine)
- 1988: The Dark Sides

### Beiträge für Kompilationen
- 2005: Probot
- 2005: Roadrunner United: The All-Star Sessions

### Sonstige Veröffentlichungen
- 2000: Usurper: Necronemesis (Gesang bei Necronemesis)
- 2004: Cradle of Filth: Nymphetamine (Gesang bei Devil Woman auf der Special Edition)
- 2013: Volbeat: Outlaw Gentleman & Shady Ladies (Gesang bei Room 24)